# یوجی ساتو
یوجی ساتو (انگلیسی: Yoji Sato؛ زادهٔ ۱۶ اکتبر ۱۹۴۹) بازیکن هندبال اهل ژاپن بود.